# N.W.A
Gli N.W.A (acronimo di Niggaz Wit Attitudes) sono stati un gruppo musicale hip hop statunitense, ritenuti i pionieri del gangsta rap nonché uno dei gruppi più influenti nella storia.
Il creatore, leader e produttore discografico del gruppo è stato Eazy-E. Il gruppo, i cui membri provenivano tutti da Compton, California, è stato attivo nel periodo tra il 1986 e il 1992. Sono annoverati tra i principali ispiratori del loro genere, caratterizzato da testi spesso apparentemente inneggianti a criminalità, violenza, spaccio di droghe, vita di strada e misoginia, tutte note distintive dei gangster. Inoltre hanno attirato l'attenzione del pubblico su Compton, tra i quartieri più violenti di Los Angeles.
Alcuni tra i loro album i più famosi furono Straight Outta Compton, accompagnato da un video tra i più importanti della storia del rap e quasi un inno della loro città, Fuck tha Police, che costò al gruppo una lettera intimidatoria da parte dell'FBI, e Niggaz4Life, pieno di rabbia e che esprime i concetti propri di un afroamericano.
La rivista Rolling Stone li ha inseriti nella classifica dei 100 artisti musicali più importanti di sempre, alla posizione 83.

## Storia del gruppo

### Primi anni

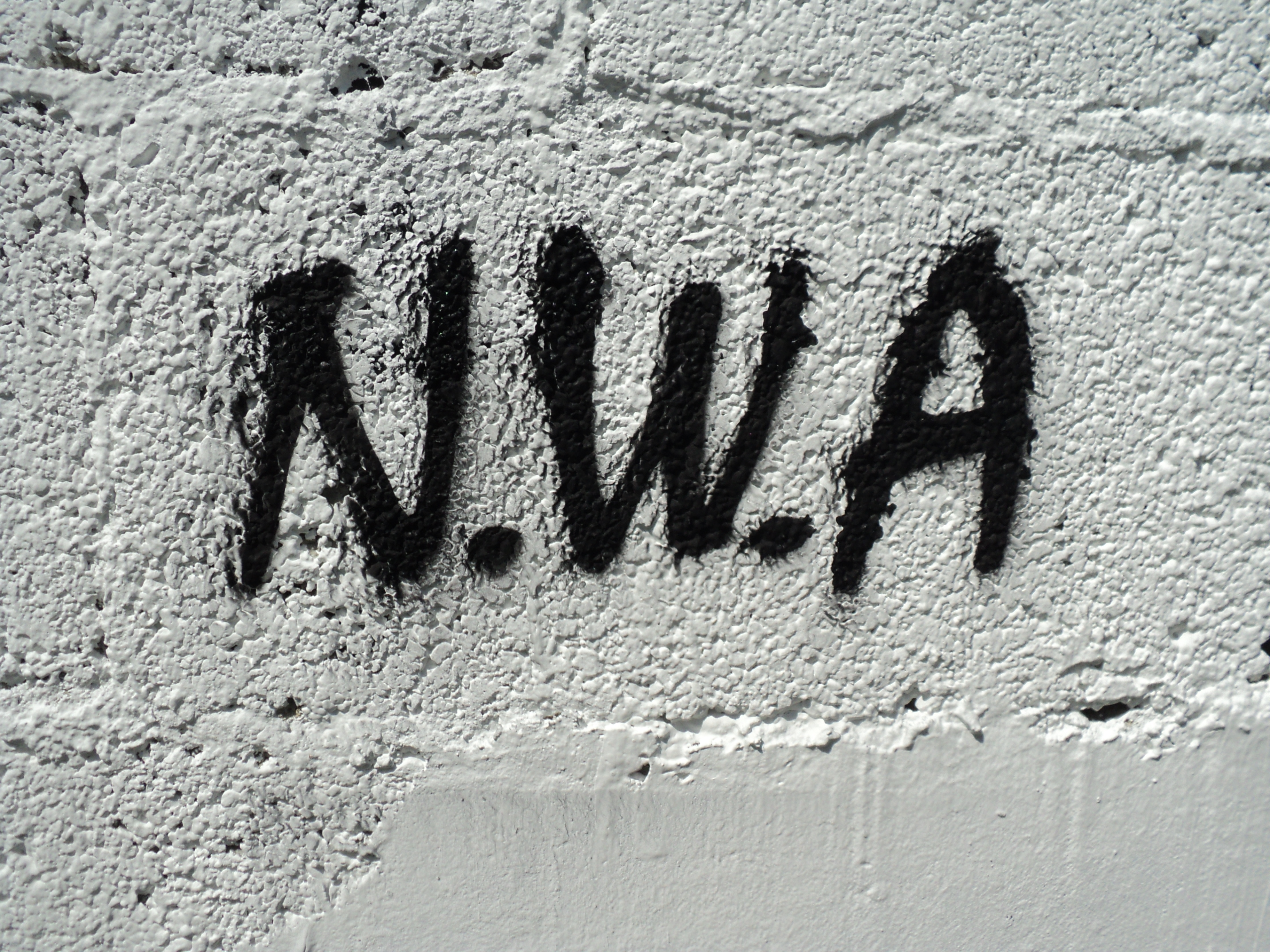
Logo degli N.W.A scritto su un muro.

La crew californiana sorse nel 1986 all'interno dell'etichetta Ruthless Records, fondata appena un anno prima a Compton con denaro di dubbia provenienza da Eazy-E, Dr. Dre, proveniente dal gruppo World Class Wreckin' Crew, e dal manager Jerry Heller. Il loro nome è acronimo di 'Niggaz Wit Attitudes. Oltre a Eazy-E e Dr. Dre, ne hanno fatto parte Ice Cube, DJ Yella, MC Ren, The D.O.C. e The Arabian Prince.

### Il successo
L'8 agosto 1988 uscì Straight Outta Compton. Il disco è considerato da molti una “sveglia”, che richiamò l'attenzione della società sui problemi della costa ovest, soprattutto della zona sud di Los Angeles, ottenendo un enorme successo e vincendo 2 volte il disco di platino.
I testi delle canzoni sono per la maggior parte dedicati alla vita nel ghetto. Delle 13 tracce del disco le prime tre sono le più famose, ed esprimono dolori e frustrazioni della gente di Compton. La title track parla della rabbia crescente nella città, Fuck tha Police ed è incentrata sulla violenza della polizia locale, mentre Gangsta Gangsta racconta la storia di una gang. Ognuno degli N.W.A imparò le tecniche dell'hip hop e della produzione discografica dagli School Road Boys, che avevano incontrato Dr. Dre negli anni ottanta e avevano contribuito alla produzione dell'esordio; Ice Cube e in parte MC Ren scrissero molti dei testi, mentre Eazy-E provvedeva a creare contrappunti comici con le sue rime. I produttori Dr. Dre e Yella crearono i beat per ogni brano, e il primo inserì anche qualche suo rapping.
Alcuni testi furono considerati altamente pericolosi, soprattutto quelli di Fuck tha Police, il loro brano più noto. Ne conseguì che Milt Ahlerich, uno dei direttori dell'FBI, mandò una lettera alla Ruthless Records e alla affiliata Priority, avvertendo i rapper che il rispetto della legge "escludeva ogni azione volta ad offendere o imbrogliare la polizia". Tuttavia, la lettera dell'FBI servì solo ad attirare di più l'attenzione del pubblico sui lavori del gruppo.
Il loro esordio fu uno dei primi dischi ad adottare l'uso degli adesivi Parental Advisory. Peraltro, in virtù dei cambiamenti di mentalità degli ultimi vent'anni, l'etichetta applicata attualmente sulle nuove copie dell'album illustrano un più conciliante "WARNING - moderate impact curse language and/or themes" ("attenzione – linguaggi e/o temi volgari di impatto moderato").
Molti fan e critici considerano Straight Outta Compton uno degli album più importanti del gangsta rap. Inoltre ha ispirato molti artisti hip hop dei decenni successivi.

### L'abbandono di Ice Cube
Ice Cube lasciò il gruppo nel 1989, dopo aver scoperto che Eazy e il suo manager Jerry Heller sottraevano alcuni soldi dai profitti di vendite di Straight Outta Compton. In seguito si dedicò alla registrazione del suo primo album solista, AmeriKKKa's Most Wanted. Una delle sue tracce, Turn Off the Radio inizia con questa frase: "A message to the Oreo cookie" (il noto biscotto "nero fuori e bianco dentro", come metafora di un nero "venduto" ai bianchi), è un interludio contenente la registrazione di insulti e pesanti denigrazioni esplicitamente rivolte ad un individuo nero da parte di bianchi, accompagnato da questo avvertimento di Ice Cube: "No matter how much you wanna switch / Here's what they think about you" (Per quanto tu voglia convertirti, questo è quello che pensano di te), concludendo poi con un sarcastico: «think about it – fuckin' sell-out» ("pensaci – dannato venduto"); il tutto, secondo alcuni, rivolto ad Eazy-E.
Gli altri N.W.A gli risposero senza troppa forza: cinque mesi dopo allusero poco e in modo morbido all'abbandono di Ice Cube, rappando nella title track dell'extended play 100 Miles and Runnin' la frase: «started with five but one couldn't take it / So now it's four, 'cause the fifth couldn't make it» ("aveva cominciato con 5, ma uno se n'è andato/così ora sono quattro, perché il quinto non avrebbe potuto sopportarli").
Tuttavia, l'anno seguente, il secondo album Efil4zaggin (cioè Niggaz4Life letto al contrario) mostrò un'esplicita animosità verso il loro ex compagno di band. In molte sue tracce non mancano riferimenti derisori ad Ice Cube, e a metà del disco il brano A Message to B.A. riecheggia la sua Message to the Oreo Cookie. In questo interludio, Ice Cube è chiamato per la prima volta Benedict Arnold, il noto traditore della Guerra d'indipendenza americana. «When we see yo' ass, we gon' cut yo' hair off an' fuck you with a broomstick» ("Quando vedremo il tuo sedere, ci accingeremo a tagliarti i capelli e a usarli per farci una scopa da infilarti dietro") promise MC Ren. La traccia termina con Dr. Dre che storpia il messaggio originale di Ice Cube: «Think about it – punk motherfucker» ("pensaci – sporco bastardo"). L'album fu premiato disco di platino.
Con il tempo, gli insulti reciproci si intensificarono: AmeriKKKa's Most Wanted aveva evitato attacchi diretti agli N.W.A, ma sul suo secondo album, Death Certificate, Ice Cube tornò a calunniarli. Così campionò e derise Message to B.A. prima di cimentarsi in un rap di maggiore durata, No Vaseline, in cui accusava gli N.W.A e i loro soci di avere vari difetti, chiamandoli per esempio "falsi", "imbroglioni", "froci". Alcuni ritennero il suo augurio di morte ad Eazy-E esagerato, e i suoi riferimenti alle credenze religiose di Jerry Heller innescarono addirittura le accuse contro il rapper di antisemitismo («You can't be the nigga for life crew, with a white Jew telling you what to do», cioè "non potete essere una crew di neri a vita, con un ebreo bianco che vi dice quello che dovete fare"). In Gran Bretagna No Vaseline fu, per tali motivi, esclusa dalla tracklist dell'edizione locale del disco.
Dopo la morte di Eazy-E e lo scioglimento degli N.W.A le tensioni si allentarono: Ice Cube collaborò con Dr. Dre per registrare una traccia per Murder Was the Case, cortometraggio e album di Snoop Dogg; inoltre Dre ed MC Ren cantarono insieme in Hello di Ice Cube, dal suo album War & Peace - Vol. 2 (The Peace Disc) (2000).

### Il declino e lo scioglimento

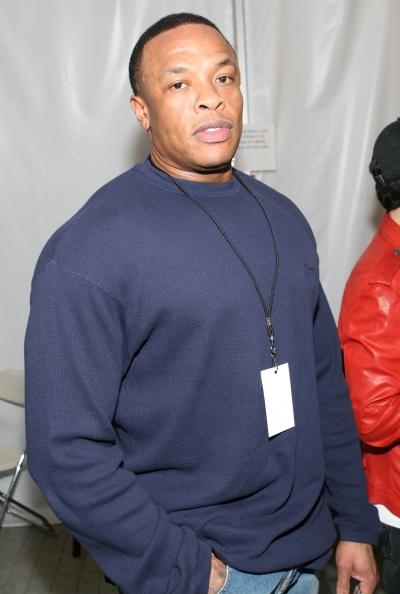
Dr. Dre, membro fondatore, lasciò il gruppo agli inizi degli anni novanta.

All'inizio degli anni novanta, Dr. Dre diede ragione a Cube: infatti scoprì che Eazy ed Heller stavano davvero sottraendo più soldi dagli introiti del gruppo. Così Dre abbandonò in sordina gli N.W.A. Ciò, più di ogni altra faccenda, condusse il gruppo verso lo scioglimento nel 1991. Dre cominciò allora la propria carriera solista, mettendo in piedi la Death Row Records insieme alla sua ex guardia del corpo Suge Knight. Il suo primo album solista fu The Chronic. Nel singolo Fuck wit Dre Day (And Everybody's Celebratin'), Dre e Snoop Doggy Dogg (oggi noto come Snoop Dogg) presero in giro Eazy-E; nel video di Dre Day Eazy venne parodiato come Sleazy-E, disperatamente in cerca di denaro.
Eazy-E rispose pubblicando l'EP It's On (Dr. Dre) 187um Killa. Nei brani Real Muthaphuckkin G's e It's On, Eazy-E si prende gioco di Dr. Dre definendolo «checca» e nel relativo video lo mostrò truccato e con abiti sgargianti. Suge Knight insultò Eazy-E anche dopo la sua morte, parlando della possibilità che uno poteva essere ucciso dall'AIDS «proprio come Eazy E». Ciò accadde dopo che Dr. Dre e Snoop Dogg avevano abbandonato la Death Row Records.
Nonostante gli N.W.A abbiano pubblicato solo una raccolta, due album in studio e un EP, la loro influenza è stata enorme, e la loro eredità è stata perpetrata nelle carriere soliste degli ex-componenti. Dopo il successo dei loro lavori gli N.W.A si sono separati e hanno imboccato carriere proprie.

### Il temporaneo ritorno in scena
Nel 1994 Ice Cube tornò a lavorare con Dr. Dre per Natural Born Killaz, per la colonna sonora del già citato Murder Was the Case. La loro riunione fu di successo, ed anche grazie ad essa l'album arrivò primo in classifica.
Quattro anni dopo gli N.W.A si riunirono, e Cube, Dre ed MC Ren registrarono canzoni nuove. Dapprima incisero Hello, per il sesto album da solista di Ice Cube, War & Peace - Vol. 2 (The Peace Disc). In seguito realizzarono Chin Check, per il film di Cube Next Friday (con Snoop Dogg al posto del defunto Eazy-E). Yella non collaborò a nessuna delle tracce, ma si pensa che sarebbe stato chiamato più tardi, non essendo stato all'Up in Smoke Tour insieme ai suoi ex compagni (che all'epoca stavano registrando le tracce in uno studio mobile). Queste canzoni erano state concepite come parte di un concept album per il ritorno del gruppo, Not These Niggaz Again, con Dre ai beat ed Ice Cube ai testi. Peraltro, a causa delle agende piene degli artisti e per alcuni problemi con le loro etichette, il disco non fu mai realizzato. Gli ostacoli principali coinvolgevano tre etichette differenti (Priority, No Limit, Interscope), e riguardavano la tutela del copyright sulla sigla N.W.A, e la pubblicità all'intero progetto per ottenere i diritti esclusivi. Si dice che non fossero riusciti a raggiungere questi obiettivi, così due di quelle canzoni furono aggiunte al Greatest Hits del gruppo.
Vi fu un'altra riunione su Deuce, album del collega The D.O.C.: era il brano The Shit, su cui rimano a turno The D.O.C., MC Ren, Ice Cube, Snoop Dogg e Six-Two. Dr. Dre e DJ Yella non parteciparono alla canzone. Ne esiste anche il remix Tha Shit, a cui collabora anche Lil' Eazy, figlio di Eazy-E.
Per percorrere l'elevata influenza degli N.W.A sia insieme che da solisti, la Capitol e la Ruthless Records pubblicarono nel 1998 The N.W.A Legacy, Volume 1: 1988-1998, che contiene tre brani dell'intera crew e molte tracce di ogni singolo componente. Il successo della raccolta indusse le due etichette a pubblicare, due anni dopo, la seconda The N.W.A Legacy 2, due anni dopo. Concettualmente è simile alla compilation precedente, poiché contiene tre brani degli N.W.A e molti delle loro carriere soliste.
Nel 2003 Straight Outta Compton entrò nella lista dei 500 migliori album secondo Rolling Stone, al numero 144.
Nel 2015 uscì il film Straight Outta Compton che racconta la storia del gruppo.

## Stile ed influenze
Gli N.W.A sono considerati ancora i principali sviluppatori del genere gangsta rap. Hanno influenzato la produzione hip hop degli anni ottanta, novanta e dei nostri giorni, ispirando gli Above the Law e i Compton's Most Wanted, loro contemporanei, Snoop Dogg e Tupac Shakur e in questi anni 50 Cent, The Game e Eminem.

## Formazione

### 1988-1992

#### Eazy-E

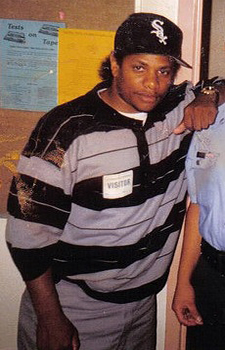
Eazy-E, il rapper principale del gruppo

Eazy-E fu il leader degli N.W.A, nonché il padrino del gangsta rap, avendo fondato la prima etichetta che metteva in mostra questo genere di hip hop, la Ruthless Records, che portò l'attenzione del mondo dell'hip hop anche sulla West Coast. Dopo lo scioglimento degli N.W.A, l'artista ebbe una carriera di successo anche da solista, sia da rapper che da produttore. Rimasto alla guida della Ruthless Records, fu il produttore esecutivo per alcuni rapper come Above the Law, MC Ren, will.i.am e Bone Thugs-n-Harmony.
Eazy-E a Compton era ed è considerato la più grande leggenda che sia mai esistita, era soprannominato Il re di Compton visto le sue note tendenze da vero gangsta anche al di fuori della musica, non a caso si potrebbe considerare rispetto agli altri membri del gruppo, il vero gangsta degli N.W.A.
Nel 1992 attaccò verbalmente Dr. Dre e i suoi colleghi sul primo EP. It's On (Dr. Dre) 187um Killa, che fece un enorme successo, fu certificato cinque volte disco di platino nel 1993. Questo fu uno degli album hip hop più venduti degli anni novanta ed il più venduto dell'artista. Nel 1995 stava lavorando a Str8 off tha Streetz of Muthaphukkin Compton ma fu condotto in ospedale perché pensava di avere problemi alla gola, in realtà molto più seri. Eazy-E annunciò ufficialmente di aver contratto l'HIV, il virus responsabile dell'AIDS. Ciò fu dovuto al fatto che avesse avuto rapporti sessuali non protetti con più partner, tanto che Eazy-E aveva ricevuto sette figli da sei donne differenti. Nessuno, incluso lo stesso Eazy-E, aveva indizi sulla reale gravità della sua situazione. Il 20 marzo dello stesso anno, il rapper abbozzò il suo ultimo messaggio ai fan, sei giorni dopo, il 26 marzo, morì a soli 31 anni, all'ospedale di Los Angeles in cui era ricoverato. Si dice che, poco prima della sua morte, Eazy avesse fatto pace con Ice Cube e Dr. Dre e che li avesse chiamati al suo capezzale – mentre altri credono che solo DJ Yella avesse visto Eazy in fin di vita.
Uno dei suoi figli, con lo pseudonimo di Lil Eazy-E, è ora un rapper emergente che ha giurato di portare avanti l'eredità del padre sulla scena musicale. Il suo album è ancora in lavorazione, e prevede la partecipazione di molti colleghi del padre e di alcuni ex compagni di band.

#### Dr. Dre
Anche Dr. Dre ebbe una fortunata carriera solista, sia da rapper che da produttore. Dopo gli N.W.A ha introdotto sulla scena musicale uno stile derivato dal West Coast hip hop, il g-funk, che su ritmi e campionamenti ispirati dai Parliament e dai Funkadelic inserisce testi classicamente "gangsta". Questo nuovo genere acquistò popolarità notevole, e l'esordio solista di Dre, The Chronic, fu premiato negli Stati Uniti con 4 dischi di platino e contribuì anche a lanciare Snoop Dogg. Il rapper di Long Beach contribuì a molte canzoni sul disco, e da Dr. Dre fu anche aiutato nella produzione dell'album Doggystyle, premiato con 5 dischi di platino. Grazie ai due artisti, il West Coast hip hop consolidò il suo successo e divenne una seria alternativa alla dominanza di New York in ambito hip hop.
Prima della morte del rapper della Death Row Records Tupac Shakur e dell'incarcerazione del cofondatore dell'etichetta Suge Knight, Dre lasciò la Death Row e fondo la Aftermath Entertainment. Pubblicò una raccolta non molto fortunata, Dr. Dre Presents...The Aftermath, lanciata dal singolo Been There, Done That. Nel 1999 riemerse da produttore lavorando con Eminem all'album The Slim Shady LP, e al proprio disco 2001, con contenuti "gangsta" simili a quelli di The Chronic ma con uno stile di produzione molto differente. Il primo ricevette 5 dischi di platino e il secondo 6, e così l'Aftermath continuò a diventare un'etichetta di prestigio nella discografia hip hop. Il terzo album di Eminem, The Marshall Mathers LP, fu prodotto in gran parte insieme a Dre ed ottenne un notevole successo commerciale e di critica, vendendo 1.7 milioni di copie nella prima settimana e premiato con 9 dischi di platino. Il successo di Dre continuò quando lui ed Eminem produssero il lavoro più commercialmente fortunato di 50 Cent, Get Rich or Die Tryin'. Dr. Dre ha recentemente lanciato il concittadino The Game, producendone l'esordio del 2005 The Documentary. L'ex N.W.A ha nella propria label anche altri nomi celebri dell'hip hop americano, tra cui Eve e Busta Rhymes. Inoltre ha lavorato ad un altro LP dopo Detox, intitolato Vengeance: Young v.s. Wright vol. 1. Nel 2015, dopo aver annullato la pubblicazione dell'album Detox, annunciato da anni, pubblica il suo terzo album Compton: A Soundtrack by Dr. Dre, che, come lui stesso ha annunciato, chiuderà la sua carriera musicale.
La rivista Rolling Stone ha nominato Dr. Dre il 54º miglior artista musicale di sempre.

#### Ice Cube
Ice Cube diventò anche lui un rapper solista di successo. Dal 1991 ha pubblicato sei album in studio da solista. Se i testi degli N.W.A erano incentrati sulla vita delle gang di strada, Ice Cube continuava ad includere temi sociali sui suoi lavori solisti; arrivò a citare l'uso di armi nei ghetti neri, e perfino la rivolta razziale a Los Angeles nel 1992. Come Dr. Dre, ha influito non poco su altri rapper, tra cui Eminem e The Game. I suoi album si fanno ricordare soprattutto perché chiamano l'America come AmeriKKKa, ma anche perché puntano l'accento su argomenti come la criminalità e il razzismo.
Tutti i suoi album, escluso il primo, hanno debuttato ai primi cinque posti in classifica e sono stati molto elogiati dai critici. AmeriKKKa's Most Wanted, Death Certificate e The Predator sono stati tutti e tre dischi di platino e sono stati salutati dalla critica con molto entusiasmo. Il suo quarto disco solista, Lethal Injection, fu registrato mentre era al lavoro con i Da Lench Mob; inoltre stava interpretando il film Boyz N the Hood. Allora Cube si mantenne distante dalle contemporanee sonorità g-funk della West Coast, e di conseguenza il rapper si allontanò non solo musicalmente dagli altri grandi esponenti dell'hip hop californiano, come Dr. Dre e Snoop. War & Peace - Vol. 1 (The War Disc) (1998) e War & Peace - Vol. 2 (The Peace Disc) (2000) furono ritenuti meno incalzanti rispetto ai primi lavori. Nel 1996 smise di essere coinvolto nelle rivalità tra i rapper delle due sponde USA. Con Mack 10 e WC fondò il gruppo Westside Connection, che ha pubblicato singoli di successo come "Bow Down" e "Gangsta Nation." I Westside Connection sono noti per la musica di impronta hardcore hip hop, e per insulti e minacce rivolti ai rapper della East Coast. Dopo solo due album si sono sciolti nel 2004, a causa di contrasti e faide tra i vari componenti.
Con l'aumento della sua popolarità, Ice Cube ha potuto anche cimentarsi come attore e regista cinematografico, interpretando film come Boyz n the Hood - Strade violente, Anaconda, Friday, Three Kings, xXx 2: The Next Level, La bottega del barbiere e Io, lei e i suoi bambini. Ha anche creato un reality show nel marzo del 2006, intitolato Black.White.. Dopo un tentativo di firmare un contratto con la Aftermath Entertainment di Dr. Dre, nello stesso anno ha pubblicato l'album Laugh Now, Cry Later con una propria etichetta, la Da Lench Mob Records.

#### MC Ren
Come Dr. Dre ed Ice Cube, MC Ren ha avuto contrasti con Eazy-E ma relativamente meno roventi. Cominciò una carriera solista con Eazy-E e la sua etichetta Ruthless Records, e dopo la morte dell'amico e produttore DJ Train ha proceduto per proprio conto senza Eazy-E. Rimasto alla Ruthless, pubblicò quattro album solisti; uno di questi fu Shock of the Hour, premiato con un disco di platino e che lo distinse dagli altri N.W.A per più evidenti connotazioni underground. Nel 2004 Ren annunciò una propria eventuale collaborazione con il collega West Coast Paris, che scrive perlopiù testi a sfondo politico. Ciò è sfociato nell'album dei Public Enemy Rebirth of a Nation, pubblicato nel 2006. Paris ed MC Ren hanno collaborato a due tracce, "Raw Shit" ed "Hard Truth Soldiers".

#### DJ Yella
DJ Yella non ha mai cantato insieme al gruppo, ma provvedeva a creare le basi per le loro canzoni ed apparve in alcuni video. Egli aveva lo stesso compito nella World Class Wreckin Crew dove aveva già lavorato con Dre e con il quale decise poi di firmare il contratto con la Ruthless Records di Eazy-E e creare insieme a lui ed Ice Cube gli N.W.A. Dopo lo scioglimento del gruppo Yella fu l'unico a rimanere in buoni rapporti con Eazy-E continuando a produrre i suoi album e a creare molte delle basi per le sue canzoni. Yella, inoltre fu l'amico che andò a trovare più volte Eazy-E, quando questo fu ricoverato all'ospedale di Los Angeles come malato terminale per aver contratto l'AIDS.

### Ex componenti
- The Arabian Prince - voce
- The D.O.C. - voce

## Discografia

### Album in studio
- 1988 – Straight Outta Compton
- 1991 – Efil4zaggin

### Raccolte
- 1987 – N.W.A. and the Posse
- 1996 – Greatest Hits
- 1999 – The N.W.A Legacy, Volume 1: 1988-1998
- 2002 – The N.W.A Legacy 2
- 2007 – The Best of N.W.A - The Strength of Street Knowledge
- 2008 – Family Tree

## Filmografia
- 2015 – Straight Outta Compton

## Videografia
- 2002 – N.W.A: Efil4zaggin The Only Home Video
- 2002 – The N.W.A. Legacy: The Video Collection